# Боа-Мерья-Ринья
Боа-Мерья́-Ринья́ (фр. Bohas-Meyriat-Rignat) — коммуна во Франции, находится в регионе Рона-Альпы. Департамент коммуны — Эн. Входит в состав кантона Сезерья. Округ коммуны — Бурк-ан-Брес.
Код коммуны — 01245.

## Население
Население коммуны на 2010 год составляло 811 человек.
| 1962 | 1968 | 1975 | 1982 | 1990 | 1999 | 2010 |
| ---- | ---- | ---- | ---- | ---- | ---- | ---- |
| 219  | 186  | 506  | 597  | 657  | 727  | 811  |